# Алішер Кудратов
Алішер Кудратов (тадж. Алишер Қудратов; 11 січня 1986, Сафеддара, Варзобський район) — таджицький гірськолижник, учасник Олімпійських ігор 2014.

## Біографія
Народився в гірському селищі Сафеддара, в якому розташовувалась гірськолижна база, де він і почав займатися спортом.
У спортивній програмі на Олімпійських іграх у Сочі Алішер виступав у слаломі, проте не зміг фінішувати.
Був прапороносцем церемоніях відкриття Олімпійських ігор у Ванкувері та в Сочі.